# Peter Lieberson
Pour les articles homonymes, voir Lieberson.
Peter Lieberson est un compositeur américain  né le 25 octobre 1946 à New York et mort le 23 avril 2011 à Tel-Aviv. 

## Biographie
Peter Lieberson naît le 25 octobre 1946 à New York. Sa mère Brigitta est danseuse et chorégraphe ; elle est connue sous le nom de Vera Zorina. Son père, Goddard Lieberson (en), est le président de la maison de disques Columbia.
Lieberson étudie avec Milton Babbitt, Charles Wuorinen, Donald Martino et Martin Boykan (en). Après avoir fait ses études musicales à l'université Columbia, il quitte New York en 1976 pour Boulder (Colorado) pour poursuivre ses études avec Chogyam Trungpa, un maître bouddhiste tibétain. Lieberson se rend ensuite à Boston.
Depuis 1994, Lieberson se consacre entièrement à la composition. Il a écrit un cycle de mélodies sur des poèmes de Rilke et de Pablo Neruda pour sa seconde femme, la mezzo-soprano Lorraine Hunt. Les mélodies sur des poèmes de Neruda ont été commandées conjointement par le Los Angeles Philharmonic et le Boston Symphony. L'œuvre a été créée le 20 mai 2005 à Los Angeles avec Esa-Pekka Salonen et Lorraine Hunt-Lieberson ; puis par le Boston Symphony en novembre 2005 avec James Levine. Un enregistrement a paru chez Nonesuch en 2006. Lieberson obtient en 2008 le Grawemeyer Award for Music Composition pour ses mélodies sur des poèmes de Neruda,.
Lieberson a trois filles de son premier mariage. Le compositeur et Lorraine Hunt se sont rencontrés en 1997 pendant la production à Santa Fe, de l'opéra Ashoka's Dream et se sont mariés en 1999, après le divorce avec sa première femme. Lorraine Hunt est décédée en juillet 2006.
Peter Lieberson vivait à Santa Fe (Nouveau-Mexique).
Il meurt le 23 avril 2011 à 64 ans des suites d'un cancer.

## Distinctions
- Grawemeyer Award for Music Composition (2008)
- Académie américaine des arts et des lettres

## Œuvres

### Œuvres orchestrales
- Drala (1986)
- The Gesar Legend (1988)
- World’s Turning (1991)
- The Five Great Elements (1995)
- Processional (1995)
- Ah (2002)

### Œuvres pour instrument soliste et orchestre
- Concerto pour 4 groupes d'instruments (1972)
- Concerto pour violoncelle avec accompagnement en trio (1974)
- Concerto pour piano (en) [no 1] (1980)
- Concerto pour alto (1992)
- Rhapsody pour alto et orchestre (1994)
- Concerto pour cor (1998)
- Red Garuda (en) [Concerto pour piano no 2] (1999)
- The Six Realms pour violoncelle (2000)
- Concerto pour piano n°3 (en)  (2003)
- Shing Kham pour percussion et orchestre (posthume 2010–11, achevée par Oliver Knussen et Dejan Badnjar)

### Œuvres de chambre
- Flute Variations pour flûte seule (1971)
- Accordance pour huit instruments (1975)
- Tashi Quartet (1978) pour clarinette, violon, violoncelle et piano
- Lalita, Variations de chambre (1984)
- Feast Day (1985)
- Ziji (1987) pour clarinette, cor, violon, alto, violoncelle et piano
- Raising the Gaze (1988) pour flûte (ou piccolo), clarinette (ou clarinette basse), violon, alto, violoncelle, piano et percussion
- Elegy (1990)
- Wind Messengers (1990)
- A Little Fanfare (1991)
- A Little Fanfare (II) (1993)
- Variations (1993)
- Rumble (1994)
- Quatuor à cordes (1994)
- Trois variations pour violoncelle et piano (1996)
- Free and Easy Wanderer (1998)
- Quintette avec piano (2001)
- Remembering Schumann pour violoncelle et piano (2009)

### Piano
- Piano Fantasy (1975)
- Bagatelles (1985)
- Fantasy Pieces (1989)
- Scherzo No. 1 (1989)
- Garland (1994)
- The Ocean that Has No West and No East (1997)
- Tolling Piece (1998)

### Musique vocale
- Three Songs pour soprano et ensemble de chambre (1981)
- King Gesar pour narrateur et ensemble de chambre (1991)
- C'mon Pigs of Western Civilization Eat More Grease pour baryton et piano (2001)
- Forgiveness pour baryton et violoncelle (2001)
- Rilke Songs (en) pour mezzo-soprano et piano (2001)
- Neruda Songs (en) pour mezzo-soprano et orchestre (2005), qui a reçu le Grawemeyer Award en 2008.
- The Coming of Light pour baryton, hautbois et quatuor à cordes (2009)
- Remembering JFK (An American Elegy) pour narrateur et orchestre (2010)
- Songs of Love and Sorrow pour baryton et orchestre (2010)

### Musique chorale
- The World in Flower pour mezzo-soprano, baryton, chœur et orchestra (2007)

### Opéra
- Ashoka's Dream (1997)

## Discographie sélective
- Raising the Gaze, ASKO Ensemble, Cleveland Orchestra, Oliver Knussen (2002, DG 4576062) contient : Drala (1986), Concerto (1973), Accordance (1976), Three Songs (1981), Ziji (1987), Raising the Gaze (1988), Fire (1995) et Free and Easy Wanderer (1998).
- Neruda Songs (2005), Lorraine Hunt Lieberson (mezzo-soprano), Boston Symphony Orchestra, Dir. James Levine (2005, Nonesuch Records WARN 79954)
- Rilke Songs (2001), The Six Realms (2000), Concerto pour cor (1998), Lorraine Hunt Lieberson (mezzo-soprano), Peter Serkin (piano), Willima Purvis (cor), Michaela Fukacova (violoncelle), Odense Symphony Orchestra, Dir. Donald Palma (Concerto), Justin Brown (The Six Realms) (2006, Bridge 9178)